# Two-Fisted Law
Two-Fisted Law (no Brasil e em Portugal, A Lei da Coragem) é um filme norte-americano de 1932, do gênero faroeste, dirigido por D. Ross Lederman e estrelado por Tim McCoy e Alice Day.

## A produção
Filme da série que William McCoy fez para a Columbia Pictures, Two-Fisted Law foi escrito por William Colt MacDonald, prolífico escritor de histórias do Velho Oeste. O roteiro antecipa outra criação de MacDonald, o Trio Western The Three Mesquiteers, que teve a participação de John Wayne em oito de suas cinquenta e uma aventuras.
O filme aproveitou vários nomes do elenco de Texas Cyclone, inclusive Wayne, que nunca gostou do astro McCoy, a quem considerava rabugento e inacessível. Wayne também teve vários entreveros com Harry Cohn, o presidente da Columbia, e jurou que nunca mais faria outro filme para o estúdio, promessa que ele realmente cumpriu.

## Sinopse
Tim Clark pede dinheiro emprestado ao agiota Bob Russell e dá seu rancho em garantia. Russell rouba seu gado, assim Tim não terá como pagar o empréstimo e perderá suas terras. Russell, que está mancomunado com o xerife Malcolm, também assalta uma diligência. Ajudado pelos amigos Duke e Artie, Tim procura fazer com que a Justiça volte a prevalecer.

## Elenco
| Ator/Atriz        | Personagem      |
| ----------------- | --------------- |
| Tim McCoy         | Tim Clark       |
| Alice Day         | Betty Owen      |
| Wheeler Oakman    | Bob Russell     |
| Tully Marshall    | Xerife Malcolm  |
| Wallace MacDonald | Artie           |
| John Wayne        | Duke            |
| Walter Brennan    | Delegado Bendix |
| Richard Alexander | Zeke Yokum      |